# 탕정역
탕정역(湯井驛, Tangjeong station)은 충청남도 아산시 탕정면 매곡리에 있는 장항선 상 수도권 전철 1호선의 전철역이다. 아산역과 배방역 사이에 신설되었다.
2018년 10월 착공하였으며, 2021년 10월 30일에 개통되었다.

## 연혁
- 2018년 10월 : 착공
- 2021년 10월 30일 : 개통

## 역 구조
2면 2선의 상대식 승강장으로 건설되었다. 스크린도어가 설치되어 있다.

### 승강장
| ↑아산 |
| \| ２ |
| 배방↓ |

| 1 | 장항선 | ● 수도권 전철 1호선 | 천안 · 서울역 · 광운대 방면 |
| 2 | 장항선 | ● 수도권 전철 1호선 | 배방 · 온양온천 · 신창 방면 |

## 역 주변
- 아산소방서 장재119안전센터
- 설화고등학교
- 설화중학교
- 연화초등학교
- 아산용연초등학교
- 선문대학교 아산캠퍼스
- 한들물빛초등학교
- 아산 지웰시티 센트럴 푸르지오
- 한들물빛중학교
- 탕정 시티프라디움
- 아산 삼성디스플레이 공장

## 승차량 변동
2021년 자료는 개통일인 2021년 10월 30일부터 12월 31일까지인 63일 기준으로 환산한 것이다.
| 역 노선 | 역 노선 | 일평균 인원수 (명/일) | 일평균 인원수 (명/일) | 주 석 |
| 역 노선 | 역 노선 | 2021년                | 2022년                | 주 석 |
| ------- | ------- | --------------------- | --------------------- | ----- |
| 장항선  | 승차    | 355                   | 836                   | [ 2 ] |
| 장항선  | 하차    | 328                   | 761                   | [ 2 ] |

## 인접한 역
| 장항선                                                    | 장항선                                                      | 장항선              |
| --------------------------------------------------------- | ----------------------------------------------------------- | ------------------- |
| P172 아산 광운대 방면 청량리 (지하) 방면 서울 (지상) 방면 | ● 수도권 전철 1호선 경부선 완행 경부선 급행 A 경부선 급행 B | P174 배방 신창 방면 |